# 人工骨
人工骨（じんこうこつ）とは、骨の欠損部分を補う人工的な素材のこと。

## 用途
粉砕骨折や腫瘍などにより失われた骨を代替するため、外科的手術により生体内へ埋め込まれる。その他、脊椎手術や人工関節手術で生じた骨欠損部への補填目的として使用される。

## 概要
従来は、チタンやタングステンなどの金属、セラミック、サンゴ素材など人体との親和性が高い素材が用いられてきたが、部位によっては経年劣化や使用者の高齢化による不具合の発生などにより定期的にメンテナンスを行う必要があった。1990年代よりアパタイトなど、人工骨が時間をかけて生体内で骨と置換していくことを狙った素材開発も進んでいる。
人工骨は、素材の削りだしや充填などの手法により作られているが、インクジェット技術の応用などによる三次元立体成型の手法も試みられている。
日本国内で販売をされている人工骨は、非置換材料（HAP: 水酸アパタイト）、吸収置換型材料（β-TCP: β型リン酸三カルシウム）、硬化型材料（α-TCP: α型リン酸三カルシウム）が主な種類とされている。これ以外にも、コラーゲンとアパタイトの複合体からなる柔軟性を示す材料や、治験段階ではあるが他のリン酸カルシウムを用いたものなどがある。また炭酸カルシウムや硫酸カルシウムなども、日本国外では人工骨として利用されている。
2015年ごろ以降、3Dプリンターによる人工骨が開発された。2019年には、南アフリカ共和国のプレトリア大学が、3Dプリンターで人体の中で最小の耳小骨を製作。男性に移植することに成功している。

## 主な人工骨材料

### 金属
- チタン
- 316Lステンレス鋼

### セラミックス
- 水酸アパタイト
- β型リン酸三カルシウム
- α型リン酸三カルシウム
- 炭酸カルシウム
- サンゴ
- 硫酸カルシウム

### 高分子材料
- PEEK（ポリエーテルエーテルケトン）
- PET（ポリエチレンテレフタラート）